# Palazzo Michiel dalle Colonne
Palazzo Michiel dalle Colonne è un palazzo di Venezia, situato nel sestiere di Cannaregio e affacciato sul Canal Grande, accanto a palazzo Michiel del Brusà e poco distante da Santa Sofia. 
Di fronte al palazzo c'è Campo della Pescaria, l'area dove si tiene il mercato di Rialto.

## Storia
L'edificio potrebbe essere stato costruito nel XIII secolo ad opera dei Grimani, il cui stemma è scolpito in una vera da pozzo coeva posta nel cortiletto adiacente all'ingresso. In origine doveva seguire lo stile veneto-bizantino tipico del periodo, con linee assai simili a quelle della vicina ca' da Mosto.
Apparteneva ancora ai Grimani nel 1500, quando fu immortalato nella nota mappa di Jacopo de' Barbari: era costituito da un volume compatto a pianta rettangolare, sviluppato su tre livelli, con facciata tripartita e tetto a quattro falde; il basamento si caratterizzava già per il loggiato a sette arcate che ha dato il nome all'edificio, sormontato al piano superiore da una polifora con due coppie di finestre per lato. Il portico, effettivamente, presenta caratteristiche che lo daterebbero al XIV secolo.
Dal 1661 il palazzo è attestato come proprietà di un ramo degli Zen che fu soprannominato, non a caso, "dalle Colonne". A loro si deve la parziale riedificazione della dimora su progetto di Antonio Gaspari, ultimata nel 1697.

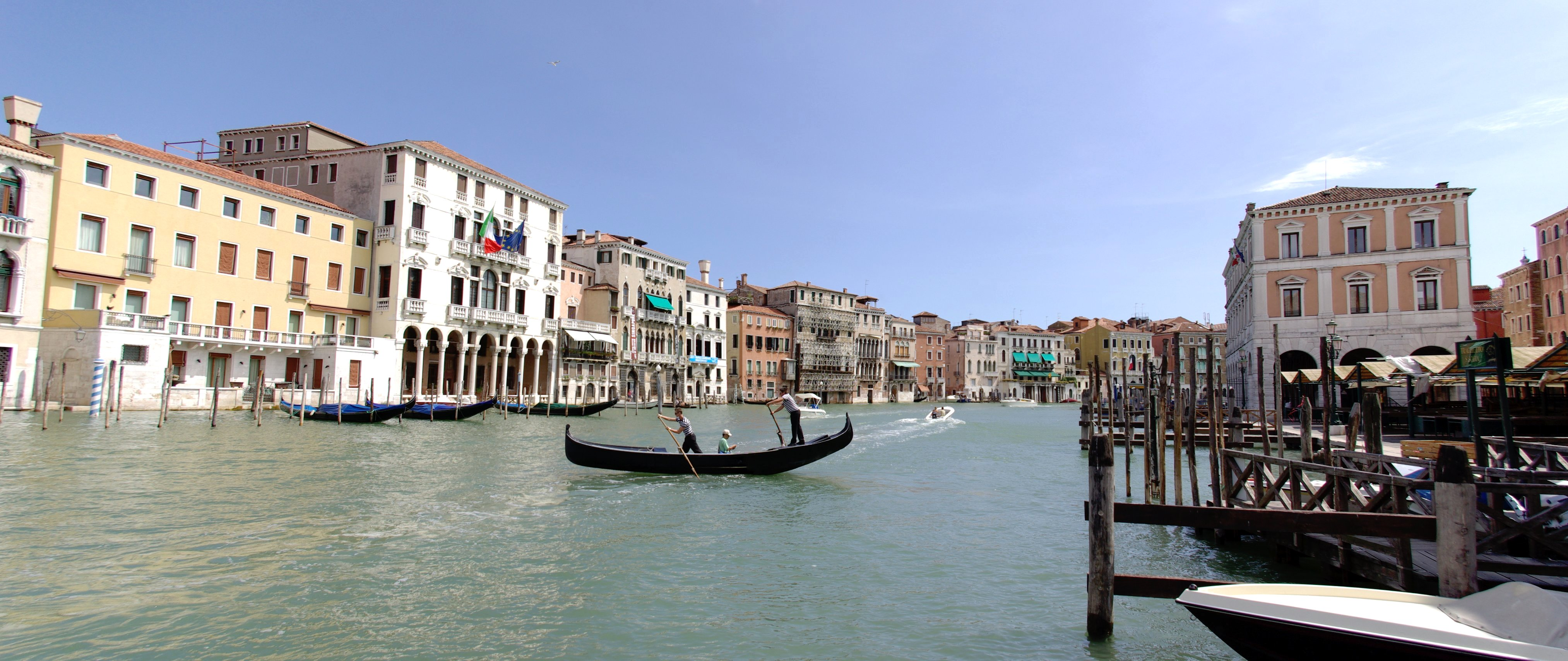
Vista del palazzo sul Canal Grande

Nel 1702 il palazzo fu ceduto a Ferdinando Carlo di Gonzaga-Nevers, ultimo duca di Mantova e del Monferrato. Vi visse stabilmente dal 1706, quando fu spodestato dagli Austriaci usciti vittoriosi dalla guerra di successione spagnola.
Nel 1712, morto il duca da qualche anno (1708), il palazzo fu acquistato dalla famiglia dei conti Conigli, nobili di Verona. Pare non l'abbiano mai utilizzata e nel 1714 la vendettero a un ramo dei patrizi Michiel, già intestatario di vari altri immobili sparsi tra Santa Sofia e i Santi Apostoli. Come gli Zen in precedenza, anche questa linea assunse la specifica "dalle Colonne".
Ai Michiel si devono ulteriori interventi, sia per ristrutturare il palazzo dopo anni di abbandono, sia per creare un connubio architettonico con un'altra proprietà adiacente, il palazzo Michiel del Brusà.
Nel 1716 ospitò il principe elettore Federico Augusto I di Sassonia (futuro re di Polonia) e il duca Carlo Alberto di Baviera (futuro imperatore), accorsi per assistere alle "forze d'Ercole" cui si cimentavano i Nicolotti.
Va collocata al 1775 la gran parte delle decorazioni interne, realizzata probabilmente da Michelangelo Morlaiter e Francesco Zanchi in occasione delle nozze tra Marcantonio Michiel e Giustina Renier.
Ulteriori trasformazioni si ebbero nella prima metà dell'Ottocento e riguardarono l'organizzazione degli interni. Nel 1834 le proprietà passarono al nipote di Giustina Renier, Leopardo Martinengo, per venire poi ereditate, nel 1884, dai Donà delle Rose.
Negli anni 1930 il palazzo fu ceduto alla Federazione provinciale dei Fasci di combattimento e ospitò la casa del Fascio veneziana (fu per questo ribattezzata "Ca' Littoria"). Nel secondo dopoguerra dopo un periodo di occupazione da parte di sfollati e organizzazioni sindacali che la convertirono in sede della Camera del Lavoro con il nome di "Ca' Matteotti". Ma nel 1954, con un intervento del reparto celere, il palazzo fu sgomberato e riconsegnato al demanio.
Attualmente l'edificio è iscritto fra i beni di Demanio Pubblico appartenenti al ramo storico-artistico, in quanto sottoposto a vincolo di interesse storico-artistico da parte della Soprintendenza per i Beni Culturali di Venezia. Il palazzo è stato sottoposto a lavori di restauro nel 2002-2003.

## Descrizione
Il palazzo, dalle forme perfettamente simmetriche, consta di tre livelli più ammezzato nel sottotetto. I piani nobili sono due, di dimensioni e struttura analoghe.
La facciata di palazzo Michiel è in stile barocco, ma risente della tradizione veneto-bizantina nel suo tratto più peculiare, il porticato del pian terreno: si tratta della sola parte della facciata settecentesca che richiama i tratti del vecchio palazzo; tuttavia si notano i rimaneggiamenti nella presenza, tra i sei archi a tutto sesto sostenuti da colonne, di una serliana, elemento architettonico tra i più usati dal Gaspari.
Il tema della serliana si ripropone ai piani nobili, dove ce ne sono due sovrapposte, tra coppie di monofore rettangolari tutte sovrastate da dei timpani molto particolari: ciascuno infatti è spezzato centralmente per ospitare dei busti in pietra.
Tutte le aperture della facciata, compreso il portico e le sei piccole monofore dell'ammezzato, sono chiuse da una balaustra.
Dentro sono conservati degli stucchi della seconda metà del Settecento, opera di Michelangelo Morlaiter.